# لاکی، بلغارستان

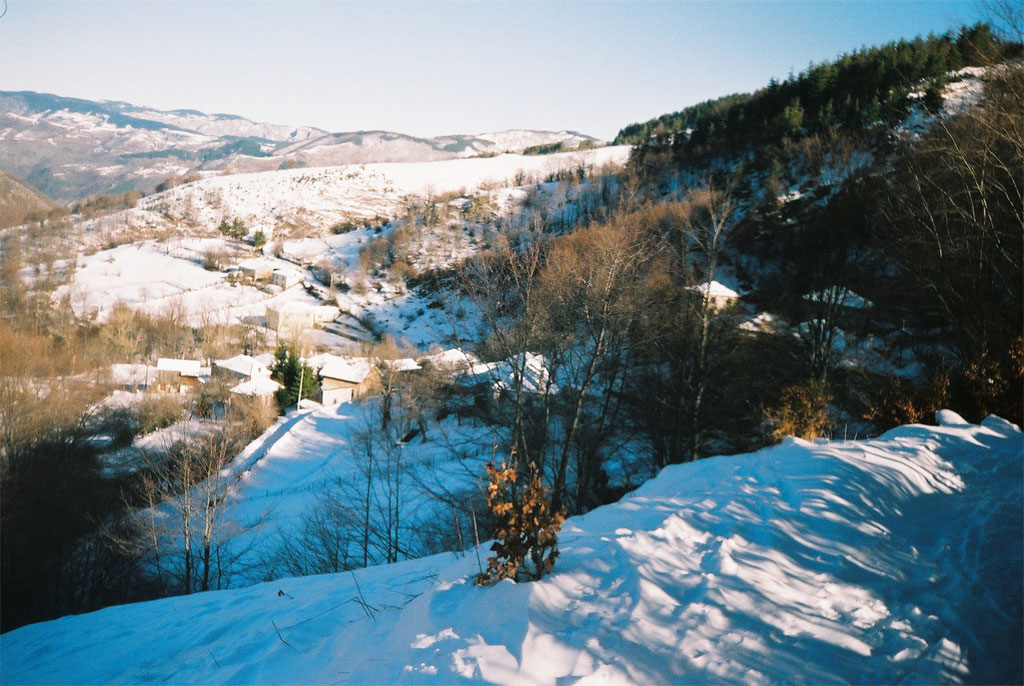
نمایی از لاکی، شهری در پلوودیو کشور بلغارستان - بهار ۲۰۰۶

لاکی شهری در پلوودیو کشور بلغارستان است که جمعیت آن در سال ۲۰۰۱ میلادی ۲٬۴۳۲ نفر بوده‌است.